# رود ابی
رود ابی (به لاتین: Ebi River) یک رود در ژاپن است که  ۷٫۴۶ کیلومتر  طول دارد.